# Simon Napier-Bell
Simon Napier-Bell (né le 22 avril 1939 à Ealing, Londres) est un musicien, auteur, compositeur, arrangeur, ainsi par ailleurs qu'écrivain et journaliste, surtout connu comme producteur et manager de groupes musicaux. Parmi les artistes dont il a géré la carrière : The Yardbirds, John's Children, Marc Bolan, Japan, London, Asia, Ultravox, Boney M, Wham!, Alsou et Candi Staton.

## Biographie
Tout jeune, il fonde un groupe de jazz dans son collège, qu'il quitte dès l'âge de dix-sept ans dans l'idée de devenir musicien professionnel. Il exerce ce métier pendant deux ans au Canada, puis passe une année à vagabonder à travers l'Amérique du Nord, et de retour en Angleterre trouve un emploi comme monteur de films. Sa connaissance de la musique lui permet bientôt de superviser l'illustration musicale de films. Il collabore ainsi avec Burt Bacharach sur la bande-son de Quoi de neuf, Pussycat ?.
En 1966, la chanteuse Dusty Springfield lui demande de lui écrire le texte de You Don't Have to Say You Love Me, qui sera sa première chanson classée no 1 au Royaume-Uni. À la même époque, les Yardbirds le prennent comme manager en remplacement de Giorgio Gomelsky, au moment où Jimmy Page entre dans le groupe.
Simon Napier-Bell s'occupe aussi du groupe mod excentrique John's Children, de The Scaffold, de Peter Sarstedt, de Forever More (destiné à devenir The Average White Band). Il séjournera aussi en Australie (où il découvre John Paul Young), puis en Espagne et en Amérique latine, où il co-écrit des hits en castillan.
De retour à Londres il prend en main les affaires du groupe punk London, et surtout de Japan, qui va l'occuper durant sept ans et dont il fera un des groupes les plus influents du début des années 1980. Il devient ensuite manager de Wham! avec Jazz Summers, groupe pour lequel il obtiendra, au prix d'un an et demi de négociations avec les autorités chinoises, qu'il soit la première formation pop occidentale à tenir un concert en Chine communiste, à Pékin, en avril 1985.